# Santuari de Sant Roc
El Santuari de Sant Roc es troba a la localitat de Callosa de Segura, a la comarca del Baix Segura, País Valencià. Es tracta d'un temple d'estil colonial, dedicat al patró de la vila, Sant Roc.
Segons la llegenda, en l'indret on s'alça actualment el santuar s'hi va produir l'aparició de Sant Roc, el 16 de novembre de l'any 1409, davant de quatre pastors. Aleshores allà hi havia un corral, en la porta del qual s'hi va quedar impresa la imatge del sant.
A mitjans del segle xv es va construir un primer ermitori, que va ser substituït per un de nou cap a l'any 1600. Finalment, el tercer i actual santuari es va construir entre els anys 1761 i 1798.
Se situa en una esplanada a 50 metres d'altura, raó per la qual rep el nom de Balconada de la Vega Baixa. La façana és d'estil colonial.
El Santuari és un dels centres de les festivitats callosines dedicades a Sant Roc, cap a mitjans d'agost. Actualment no hi compta amb ermitans, tot i que conserva la figura del sant roquer, la persona encarregada de tindre cura del temple.